# اشلی اسمیت-براون
اشلی اسمیت-براون (انگلیسی: Ashley Smith-Brown؛ زادهٔ ۳۱ مارس ۱۹۹۶) بازیکن فوتبال اهل بریتانیا است.
از باشگاه‌هایی که در آن بازی کرده‌است می‌توان به باشگاه فوتبال آکسفورد یونایتد، باشگاه فوتبال هارت آف میدلوتیان، باشگاه فوتبال ناک بردا، باشگاه فوتبال منچستر سیتی، و باشگاه فوتبال پلیموث آرگیل اشاره کرد.
وی همچنین در تیم‌های ملی فوتبال England national under-16 football team، زیر ۱۷ سال انگلستان، زیر ۱۸ سال انگلستان، زیر ۱۹ سال انگلستان، و زیر ۲۰ سال انگلستان بازی کرده‌است.